# SGP4
SGP4 (Simplified General Perturbations Satellite Orbit Model 4) は、アメリカ航空宇宙局 (NASA) と北アメリカ航空宇宙防衛司令部 (NORAD) が使用している、近地球域の衛星の軌道計算用のアルゴリズムである (つまり、地球中心慣性座標系に対するこれらの衛星の軌道状態ベクトルを計算する)。
周回周期が225分未満の全ての衛星は、このアルゴリズムを使用すべきである。周回周期が225分以上の衛星については、SDP4 または SDP8 アルゴリズムを使用すべきである。225分という境目は、電波伝播モデルの近地球域 (near-Earth) と深宇宙 (Deep-Space) の区分から来ている。この値は幾分恣意的なものに見えるが、これは NORAD の元々の追尾レーダーシステムのレンジに関係していると考えられている。
理論的には、SGP4 は高抗力環境 (例えば再突入寸前の衛星) では SGP8 よりは精度が低いはずであるが、実際上は SGP4 はしばしば最良の選択である。これは、NORADとアメリカ空軍宇宙軍団 (AFSPC) が2行軌道要素形式 (Two-Line Elements ； TLE) を作成するためのモデルとして SGP4 を用いていると信じられているからである。
2行軌道要素データは、SGP4 アルゴリズムの入力として用いられるべきである。 SGP4 の精度は、位置に関して典型的には誤差 1 kmである。例えば 300 km 離れた位置からは、これは 最大 0.2 °の観測誤差を引き起こす。更新から数日経過した2行軌道要素形式は、これよりも相当精度が低下している可能性が高い。